# دو خوان (منافسة ألعاب القوى)
دو خوان (بالصينية: 杜 娟) هي منافسة ألعاب القوى صينية، ولدت في 18 مارس 1968.

## وصلات خارجية
- دو خوان على موقع الاتحاد الدولي لألعاب القوى (الإنجليزية)
- دو خوان على موقع أوليمبيديا (الإنجليزية)